# Canton de Saint-Étienne-de-Montluc
Le canton de Saint-Étienne-de-Montluc est une ancienne circonscription électorale française, située dans le département de la Loire-Atlantique (région Pays de la Loire).

## Géographie
La canton englobait les communes de : Saint-Étienne-de-Montluc, Couëron, Cordemais, Le Temple-de-Bretagne et Vigneux-de-Bretagne.

## Histoire
- De 1833 à 1848, les cantons de Blain et de Saint-Etienne-de-Montluc avaient le même conseiller général. Le nombre de conseillers généraux était limité à 30 par département[1].
- Par décret du 25 février 2014, le nombre de cantons du département est divisé par deux, avec mise en application aux élections départementales de mars 2015. Le canton de Saint-Étienne-de-Montluc est dissout, son territoire est réparti entre le canton de Saint-Herblain-1 (Couëron) et le canton de Blain (Saint-Étienne-de-Montluc, Cordemais, Le Temple-de-Bretagne et Vigneux-de-Bretagne)[2].

## Administration

### Conseillers généraux de 1833 à 2015
| Période | Période          | Identité                                               | Étiquette   | Qualité |
| ------- | ---------------- | ------------------------------------------------------ | ----------- | --- |
| 1833    | 1848             | Louis-Emile Jollan de la Cour-Mortier                  |             | Propriétaire à Nantes et à Blain Député (1840-1844)                                                                           |
| 1848    | 1891 (décès)     | Jean-Marie Ricordel (1813-1891)                        |             | Notaire, maire de Couëron (1865-1870)                                                                                         |
| 1891    | 1895 (décès)     | Narcisse Chantreau (1836-1895)                         | Républicain | Docteur en médecine Maire de Saint-Étienne-de-Montluc (1870-1871)                                                             |
| 1895    | 1934             | Augustin Louis Lelord                                  | Rad.ind.    | Directeur particulier d'assurances à Saint-Étienne-de-Montluc                                                                 |
| 1934    | 1938 (décès)     | Pierre Horveno (1874-1938)                             | Rad.-RG     | Médecin, Saint-Étienne-de-Montluc                                                                                             |
| 1938    | 1940             | Jean Allais (1892-1966)                                | PSF         | Cultivateur Maire de Saint-Étienne-de-Montluc (1941-1944), conseiller d'arrondissement Nommé conseiller départemental en 1943 |
|         |                  |                                                        |             | |
| 1945    | 1949             | Jean Allais                                            | DVD         | Cultivateur, Saint-Étienne-de-Montluc                                                                                         |
| 1949    | 1967             | Comte Guillaume Hersart de la Villemarqué (1911-1971)  | DVD         | Maire de Vigneux-de-Bretagne (1945-1971)                                                                                      |
| 1967    | 1979             | Nicole Hersart de la Villemarqué (épouse du précédent) | DVD         | Maire de Vigneux-de-Bretagne (1971-1989)                                                                                      |
| 1979    | 1985             | Pierre Mabit (1929-2009)                               | PS          | Ajusteur puis directeur de l'ADAR Adjoint au maire de Couëron (1989-1993)                                                     |
| 1985    | 1998             | Jean Redor (1923-2015)                                 | DVD         | Maire de Saint-Étienne-de-Montluc (1971-1995)                                                                                 |
| 1998    | 2012 (démission) | Jean-Pierre Fougerat                                   | PS          | Directeur des sports Maire de Couëron (1995-2015) Député suppléant de Jean-Marc Ayrault (2002-2012) puis député (2012-2015)   |
| 2012    | 2015             | Mme Dominique Uberti                                   | SE          | Mère au foyer Maire du Temple-de-Bretagne depuis 2008                                                                         |

### Conseillers d'arrondissement (de 1833 à 1940)
Le canton de Saint-Étienne-de-Montluc appartenait à l'arrondissement de Savenay jusqu'en 1868, puis à l'arrondissement de Saint-Nazaire.
| Période                                  | Période      | Identité                          | Étiquette   | Qualité |
| ---------------------------------------- | ------------ | --------------------------------- | ----------- | --- |
| 1833                                     | 1848         | Théophile Ceineray (1802-1875)    |             | Maire de Saint-Étienne-de-Montluc                                                                           |
|                                          |              |                                   |             | |
| 1895                                     | 1919         | Jean Deniaud (1853-1918)          | Républicain | Négociant en vins, maire de Vigneux                                                                         |
| 1918                                     | 1919         | siège vacant                      |             | |
| 1919                                     | 1927 (décès) | Julien Mabilais                   |             | Conseiller municipal de Saint-Étienne-de-Montluc                                                            |
|                                          |              |                                   |             | |
| 1931                                     | 1937         | Joseph Bonnet                     | RG          | Négociant en vins Maire du Temple (1934-1965)                                                               |
| 1937                                     | 1938         | Jean Allais                       | URD         | Cultivateur à Saint-Étienne-de-Montluc                                                                      |
| 1938                                     | 1940         | Pierre Horveno (fils) (1902-1960) | RG          | Médecin, adjoint au maire de Saint-Étienne-de-Montluc                                                       |
| 1940                                     |              |                                   |             | Les conseils d'arrondissement ont été suspendus par la loi du 12 octobre 1940 et n'ont jamais été réactivés |
| Les données manquantes sont à compléter. |              |                                   |             | |

## Composition
Les données présentées sont issues des études de l'Insee.
| Nom                                  | Code Insee | Intercommunalité      | Superficie (km2) | Population (dernière pop. légale) | Densité (hab./km2) |
| ------------------------------------ | ---------- | --------------------- | ---------------- | --------------------------------- | ------------------ |
| Saint-Étienne-de-Montluc (chef-lieu) | 44158      | CC Estuaire et Sillon | 57,57            | 7 163 (2016)                      | 124                |
| Cordemais                            | 44045      | CC Estuaire et Sillon | 37,20            | 3 567 (2014)                      | 96                 |
| Couëron                              | 44047      | Nantes Métropole      | 44,03            | 20 255 (2014)                     | 460                |
| Le Temple-de-Bretagne                | 44203      | CC Estuaire et Sillon | 1,60             | 1 898 (2014)                      | 1 186              |
| Vigneux-de-Bretagne                  | 44217      | CC d'Erdre et Gesvres | 54,68            | 5 722 (2014)                      | 105                |

## Démographie
| 1962   | 1968   | 1975   | 1982   | 1990   | 1999   | 2006   | 2011   | 2012   |
| ------ | ------ | ------ | ------ | ------ | ------ | ------ | ------ | ------ |
| 19 001 | 19 755 | 21 876 | 25 327 | 29 898 | 32 823 | 34 967 | 36 225 | 37 131 |